# 宇土道路
宇土道路（うとどうろ）は、熊本県宇土市城塚町から宇土市上網田町に至る約6.7 ㎞の国道57号のバイパス道路である。
地域高規格道路熊本天草幹線道路の一部を構成する自動車専用道路である。

## 概要
- 区間 : 宇土市城塚町 - 宇土市上網田町
- 延長 : 6.7 km
- 構造規格 : 第1種第3級
- 設計速度 : 80 km/h
- 車線数 : 2車線
- 幅員 : 12.0 m

## 予定されているインターチェンジ
※これより以北は熊本宇土道路となる。
- 城塚IC（国道57号）
- 網田IC（国道57号）